# دیکی موریس
دیکی موریس (انگلیسی: Dickie Morris; ۱ ژانویهٔ ۱۸۷۹ – Unknown) بازیکن فوتبال اهل پادشاهی متحد بریتانیای کبیر و ایرلند بود.
از باشگاه‌هایی که در آن بازی کرده‌است می‌توان به باشگاه فوتبال لیورپول، باشگاه فوتبال گریمزبی تاون، باشگاه فوتبال پلیموث آرگیل، باشگاه فوتبال ردینگ، باشگاه فوتبال هادرزفیلد تاون، و تیم ملی فوتبال ولز اشاره کرد.